# Blossia toschii
Blossia toschii är en spindeldjursart som först beskrevs av Lodovico di Caporiacco 1949.  Blossia toschii ingår i släktet Blossia och familjen Daesiidae. Inga underarter finns listade.